# 1986년 아시안 게임
제10회 아시안 게임은 1986년 9월 20일부터 10월 5일까지 서울에서 개최되었다. 원래 1970년 아시안 게임을 개최하기로 예정되어 있었지만, 조선민주주의인민공화국의 대남 도발과 정부시책에 따른 각종 건설사업을 벌이느라 재정적 여건이 좋지 못하면서 개최권을 1966년 개최국인 태국에 넘겨주어야 했다. 2년 뒤 1988년 하계 올림픽을 성공적으로 개최하기 위한 시험 무대로서의 성격이 강했기 때문에 이 대회가 진행된 경기장과 시설은 1988년 하계 올림픽 때도 대부분 그대로 활용되었다.
유도 및 태권도, 여자 사이클, 여자 사격이 처음으로 정식종목으로 실시되었으며, 27종목에서 기량을 겨뤘다. 이 대회에서는 83개의 아시아 신기록과 3개의 세계 신기록이 수립되었다. 참가국은 아시아 올림픽 평의회의 36개 회원국 중 27개국 4,839명(임원 1,420명, 선수 3,420명)이 참가함으로써 아시안 게임 사상 최대 규모였다.

## 유치과정
1977년 수출 100억달러, 1인당 국민소득 1천달러를 넘으면서 다시 한번 아시안게임을 유치하자는 애기가 나왔고 1979년에 마침내 공식적으로 유치에 도전하는 것으로 확정되었다. 2년 후 열리게 될 올림픽과 함께 아시안게임을 연달아 개최하겠다는 발상 자체가 당시나 지금이나 전무후무한 파격적인 방안이었는데, 당시 대한민국이 종합 국제 스포츠 대회를 개최한 경험이 없었던지라 아시안게임을 통해 개최 능력을 보여준 뒤 올림픽까지 성공적으로 개최한다는 논리를 내세웠다.
그런데 유치 확정 발표를 않고 미적미적거리던 1980년 10월 말에 뜬금없이 개최 신청서를 접수한 곳이 있었으니 북한의 평양시였다. 그 여파로 남북한 아시안게임 유치대결이 펼쳐졌다.
1981년 11월 26일에 인도 뉴델리에서 열린 아시아 경기 연맹(AGF, 아시아 올림픽 평의회(OCA)의 전신) 총회에서 대한민국 서울이 1986년 아시안 게임 개최 도시로 선정되었다. 서울과 함께 유치 경쟁에 나섰던 이라크 바그다드, 북한 평양이 유치 신청을 철회하면서 1986년 아시안 게임을 서울에서 개최하자는 안건이 만장일치로 채택되었다.

## 경기장
1986년 아시안 게임 당시 경기를 개최한 경기장은 다음과 같다.
| 종목     | 경기장                   | 세부종목 | 비고                                                      |
| -------- | ------------------------ | -------- | --------------------------------------------------------- |
| 골프     | 한양컨트리클럽           |          |                                                           |
| 농구     | 잠실실내체육관           |          |                                                           |
| 레슬링   | 성남 상무체육관          |          | 국군체육부대 내 (現 문경으로 이전)                        |
| 배구     | 한양대학교 올림픽체육관  |          |                                                           |
| 배드민턴 | 올림픽체조경기장         |          | KSPO DOME                                                 |
| 복싱     | 잠실학생체육관           |          |                                                           |
| 볼링     | 동서울볼링센터           |          | 철거 후 아파트로 재건축                                   |
| 사격     | 태릉국제종합사격장       |          |                                                           |
| 사이클   | 올림픽벨로드롬           | 트랙     |                                                           |
| 사이클   | 통일로                   | 도로     |                                                           |
| 수영     | 잠실실내수영장           |          |                                                           |
| 승마     | 과천승마장               |          | 現 렛츠런파크 서울                                        |
| 양궁     | 화랑양궁장               |          | 육군사관학교 내                                           |
| 역도     | 올림픽역도경기장         |          | 우리금융아트홀                                            |
| 요트     | 부산 수영만요트경기장    |          |                                                           |
| 유도     | 88체육관                 |          | KBS 아레나                                                |
| 육상     | 잠실올림픽주경기장       |          |                                                           |
| 조정     | 미사리 조정경기장        |          |                                                           |
| 체조     | 올림픽체조경기장         |          | KSPO DOME                                                 |
| 축구     | 잠실올림픽주경기장       | 결승전   |                                                           |
| 축구     | 동대문운동장             |          | 철거 후 동대문디자인플라자, 동대문역사문화공원으로 새단장 |
| 축구     | 대전한밭종합운동장       |          | 철거 후 베이스볼 드림파크로 건립                          |
| 축구     | 광주무등경기장           |          | 철거 후 광주-기아 챔피언스 필드로 건립                    |
| 축구     | 대구시민운동장           |          | 철거 후 대구 FC 축구 전용 구장으로 건립                   |
| 축구     | 부산구덕운동장           |          |                                                           |
| 카누     | 미사리 조정경기장        |          |                                                           |
| 탁구     | 서울대학교 체육관        |          |                                                           |
| 태권도   | 수원 성균관대학교 체육관 |          |                                                           |
| 테니스   | 올림픽테니스경기장       |          |                                                           |
| 펜싱     | 올림픽펜싱경기장         |          | SK올림픽핸드볼경기장                                      |
| 하키     | 성남종합운동장           |          |                                                           |
| 핸드볼   | 수원실내체육관           |          |                                                           |

## 선수촌
1선수촌의 명칭은 아시아선수촌아파트다. 1986년 6월에 준공되었으며, 대한민국 서울특별시 송파구 올림픽로 4길 15(잠실동 86)에 위치하고 있다.
선수촌은 1,356세대의 18개동, 층수는 9층 ~ 18층으로 구성되어 있으며, 1988년 하계 올림픽이 끝나고 난 후 민간에게 분양되었다.
- 면적 : 124A㎡, 154B㎡, 168B㎡, 171C㎡, 185C㎡, 213D㎡
- 평형 : 37A평, 46B평, 51B평, 51C평, 56C평, 64D평
- 용적률 : 152%
- 건설사 : 우성건설, 신성건설
- 난방 : 개별난방, 도시가스
- 배정학교 : 아주초, 아주중, 정신여중, 정신여고

## 참가국
총 27개국이 참가하였으며, 부탄, 요르단이 처음으로 아시안 게임에 참가하였다. 조선민주주의인민공화국, 베트남, 라오스, 몽골, 남예멘, 아프가니스탄, 시리아가 대회를 보이콧하면서 참가국 수가 직전 대회보다 적었다. 버마는 재정 문제로 인해 대회에 불참하였고, 브루나이는 당초 참가 신청을 했다가 대회 개막 직전 오마르 알리 사이푸딘 3세 전 국왕의 서거로 인해 불참하였다. 1986년 아시안 게임에 불참했던 나라들 가운데 조선민주주의인민공화국을 제외한 나머지 나라들은 1988년 서울 하계 올림픽에 참가했다.
- 네팔
- 레바논
- 말레이시아
- 몰디브
- 바레인
- 방글라데시
- 부탄
- 사우디아라비아
- 스리랑카
- 싱가포르
- 아랍에미리트
- 북예멘
- 오만
- 요르단
- 이라크
- 이란
- 인도
- 인도네시아
- 일본
- 중화인민공화국
- 카타르
- 쿠웨이트
- 태국
- 파키스탄
- 필리핀
- 홍콩
- 대한민국 (개최국)

## 경기 종목
- 골프
- 농구
- 레슬링
- 배구
- 배드민턴
- 복싱
- 볼링
- 사격
- 사이클
- 수상 경기
  - 다이빙
  - 수구
  - 수영
- 승마
- 양궁
- 역도
- 요트
- 유도
- 육상
- 조정
- 체조
- 축구
- 탁구
- 태권도
- 테니스
- 펜싱
- 필드하키
- 핸드볼

## 일정
| ● | 개회식 |  | 예선 경기 | 1 | 결선 경기 (금메달 수) | ● | 폐회식 |

| 1986년 9월 / 10월 | 20 토 | 21 일 | 22 월 | 23 화 | 24 수 | 25 목 | 26 금 | 27 토 | 28 일 | 29 월 | 30 화 | 1 수 | 2 목 | 3 금 | 4 토 | 5 일 | 금메달 수 |
| ----------------- | ----- | ----- | ----- | ----- | ----- | ----- | ----- | ----- | ----- | ----- | ----- | ---- | ---- | ---- | ---- | ---- | --------- |
| 양궁              |       |       |       |       |       |       |       |       |       | 4     | 8     |      |      |      |      |      | 12        |
| 육상              |       |       |       |       |       |       |       |       |       | 4     | 9     | 10   |      | 6    | 8    | 5    | 42        |
| 배드민턴          |       |       |       |       |       |       |       |       |       | 2     |       |      |      |      | 5    |      | 7         |
| 농구              |       |       |       |       |       |       |       |       |       |       |       |      | 1    | 1    |      |      | 2         |
| 볼링              |       |       |       |       |       |       | 2     | 2     |       | 6     |       | 2    |      |      |      |      | 12        |
| 복싱              |       |       |       |       |       |       |       |       |       |       |       |      |      |      | 12   |      | 12        |
| 사이클 – 도로     |       | 1     |       |       |       |       |       |       | 2     |       |       |      |      |      |      |      | 3         |
| 사이클 – 트랙     |       |       |       | 1     | 1     | 1     |       | 3     |       |       |       |      |      |      |      |      | 6         |
| 다이빙            |       |       | 1     | 1     |       | 1     | 1     |       |       |       |       |      |      |      |      |      | 4         |
| 승마              |       |       |       |       |       |       | 2     |       | 1     |       |       | 1    | 1    |      | 1    |      | 6         |
| 펜싱              |       |       |       |       |       | 1     | 2     | 1     |       | 2     |       | 2    |      |      |      |      | 8         |
| 필드하키          |       |       |       |       |       |       |       |       |       | 1     | 1     |      |      |      |      |      | 2         |
| 축구              |       |       |       |       |       |       |       |       |       |       |       |      |      |      |      | 1    | 1         |
| 골프              |       |       |       |       | 2     |       |       |       |       |       |       |      |      |      |      |      | 2         |
| 체조              |       | 1     | 1     | 2     | 10    |       |       |       |       |       |       |      |      |      |      |      | 14        |
| 핸드볼            |       |       |       |       |       |       |       |       | 1     |       |       |      |      |      |      |      | 1         |
| 유도              |       |       |       |       |       |       |       |       |       |       |       | 2    | 2    | 2    | 2    |      | 8         |
| 조정              |       |       |       |       |       | 8     |       |       |       |       |       |      |      |      |      |      | 8         |
| 요트              |       |       |       |       |       |       |       |       |       | 5     |       |      |      |      |      |      | 5         |
| 사격              |       | 4     | 5     | 7     |       | 2     | 4     | 5     | 3     |       |       |      |      |      |      |      | 30        |
| 수영              |       | 4     | 5     | 5     | 5     | 5     | 5     |       |       |       |       |      |      |      |      |      | 29        |
| 탁구              |       |       |       |       |       | 2     |       |       |       |       | 5     |      |      |      |      |      | 7         |
| 태권도            |       |       |       |       |       |       |       |       |       |       | 2     | 2    | 2    | 2    |      |      | 8         |
| 테니스            |       |       |       |       |       | 2     |       |       |       |       |       | 2    | 2    | 1    |      |      | 7         |
| 배구              |       |       |       |       |       |       |       |       |       |       |       |      |      | 1    | 1    |      | 2         |
| 수구              |       |       |       |       |       |       |       |       |       |       |       |      | 1    |      |      |      | 1         |
| 역도              |       | 1     | 1     | 1     | 1     | 1     |       | 1     | 1     | 1     | 1     | 1    |      |      |      |      | 10        |
| 레슬링            |       |       |       |       |       |       |       | 5     | 5     |       |       |      |      | 5    | 5    |      | 20        |
| 총 금메달 수      |       | 11    | 13    | 17    | 19    | 23    | 16    | 17    | 13    | 25    | 26    | 22   | 9    | 18   | 34   | 6    | 269       |
| 개/폐회식         | ●     |       |       |       |       |       |       |       |       |       |       |      |      |      |      | ●    |           |
| 1986년 9월 / 10월 | 20 토 | 21 일 | 22 월 | 23 화 | 24 수 | 25 목 | 26 금 | 27 토 | 28 일 | 29 월 | 30 화 | 1 수 | 2 목 | 3 금 | 4 토 | 5 일 | 금메달 수 |

## 메달 집계
| 순위 | 국가           | 금메달 | 은메달 | 동메달 | 합계 |
| ---- | -------------- | ------ | ------ | ------ | ---- |
| 1    | 중화인민공화국 | 94     | 82     | 46     | 222  |
| 2    | 대한민국       | 93     | 55     | 76     | 224  |
| 3    | 일본           | 58     | 76     | 77     | 211  |
| 4    | 이란           | 6      | 6      | 10     | 22   |
| 5    | 인도           | 5      | 9      | 23     | 37   |
| 6    | 필리핀         | 4      | 5      | 9      | 18   |
| 7    | 태국           | 3      | 10     | 13     | 26   |
| 8    | 파키스탄       | 2      | 3      | 4      | 9    |
| 9    | 인도네시아     | 1      | 5      | 4      | 10   |
| 10   | 홍콩           | 1      | 1      | 3      | 5    |
| 11   | 카타르         | 1      | 0      | 3      | 4    |
| 12   | 레바논         | 1      | 0      | 1      | 2    |
| 13   | 바레인         | 1      | 0      | 1      | 2    |
| 14   | 말레이시아     | 0      | 5      | 5      | 10   |
| 15   | 이라크         | 0      | 5      | 2      | 7    |
| 16   | 요르단         | 0      | 3      | 1      | 4    |
| 17   | 쿠웨이트       | 0      | 1      | 7      | 8    |
| 18   | 싱가포르       | 0      | 1      | 4      | 5    |
| 19   | 사우디아라비아 | 0      | 1      | 0      | 1    |
| 20   | 네팔           | 0      | 0      | 8      | 8    |
| 21   | 방글라데시     | 0      | 0      | 1      | 1    |
| 22   | 오만           | 0      | 0      | 1      | 1    |
| 합계 | 합계           | 270    | 268    | 310    | 848  |

## 대회 이모저모
- 유도, 태권도, 여자 사이클, 여자 사격의 4부문이 아시안 게임에서 정식종목으로 채택되었다.
- 인도의 P. T. 우샤는 4개의 금메달과 1개의 은메달을 수상하여 다관왕에 올랐다. 그녀가 세운 100m, 200m, 400m, 400m 허들, 400m 계주, 1600m 계주 기록은 아직도 인도의 국가신기록이다.
- 일본의 남자 투포환선수인 무로후시 시게노부는 아시안 게임 5연패를 달성하였다.(1970-1986) 후에 그의 아들인 무로후시 고지는 1998년과 2002년 아시안 게임 같은 종목에서 금메달을 획득하여 부자(父子)가 아시안게임 한 종목에서 7회나 우승하는 진기록을 세우게 된다.
- 중국은 보이콧에 참여하지 않은 유일한 사회주의 국가였다. 더군다나 당시 중국은 대한민국과 수교하지 않았다. 또한 중국은 1990년 아시안 게임 차기 개최국이기도 하였으며 2년 후에 열렸던 1988년 서울올림픽에도 참가하였다.
- 중국이 종합순위 1위를 하였다. 대한민국은 중국에 금메달 1개 차로 종합 2위를 한 반면, 일본은 처음으로 종합 3위로 추락하였다.
- 대한민국은 총 메달 224개로, 중국의 222개보다 2개 더 많아 총 메달 수에서는 종합 1위를 거두었다.
- 대한민국은 복싱경기의 전체급인 12체급에서 금메달을 모두 석권하였다.
- 남자 축구에서 대한민국이 사우디아라비아를 2-0으로 누르고 금메달을 차지하였다.
- 최윤희 선수는 여자 배영 100m하고 200m에서 금메달을 따서 2관왕에 등극하였으며, 그 공로를 인정받아 같은 해 체육훈장 청룡장을 받았다.
- 대회개막 4개월전 임춘애는 전국체육대회에서 1500m, 3000m, 10km 3관왕을 휩쓸자 국가대표로 전격 발탁됐다. 주종목이 아니었던 여자 800m에서 인도의 쿠리신칼 아브라함 선수가 2초 빨리 결승선을 통과했으나 코스이탈로 실격돼 임춘애에게 행운의 금메달이 돌아갔다. 주종목인 1500m 결승에서 우승후보였던 중국의 양유하(梁柳霞) 선수를 극적으로 제치고 금메달을 차지하면서 전국민적 스타로 떠올랐다. 이어 다음날 3000m 결승에서 1위를 해 육상 3관왕에 등극하여 희대미문의 대기록을 달성하였다(그 당시의 기록은 현재까지도 깨지지 않았음).
- 양궁의 양창훈 선수는 남자단체전, 70m더블, 50m더블, 30m더블에서 금메달을 획득하여 4관왕에 올라 대한민국 선수중 최고의 성과를 올렸다. 개인종합에서는 일본의 노장 마쓰시타에 이어 은메달을 획득하였다.
- 중국, 대한민국, 일본의 3개국이 획득한 금메달은 245개로, 총 금메달 270개의 91%에 달하였다.
- 대회 개막 5일 전 김포국제공항에서 폭탄 테러가 발생하였다. 이는 북한이 이 대회를 방해하려고 저지른 것으로 추측되나 뚜렷한 증거는 밝혀지지 않았다.

## 같이 보기
- 1986년 동계 아시안 게임
- 1988년 하계 올림픽
- 2002년 아시안 게임
- 2014년 아시안 게임